# Aguiar
Aguiar là một đô thị thuộc bang Paraíba, Brasil. Đô thị này có diện tích 344,691 km², dân số năm 2007 là 4440 người, mật độ 12,9 người/km².